# Dobromierz (gmina)

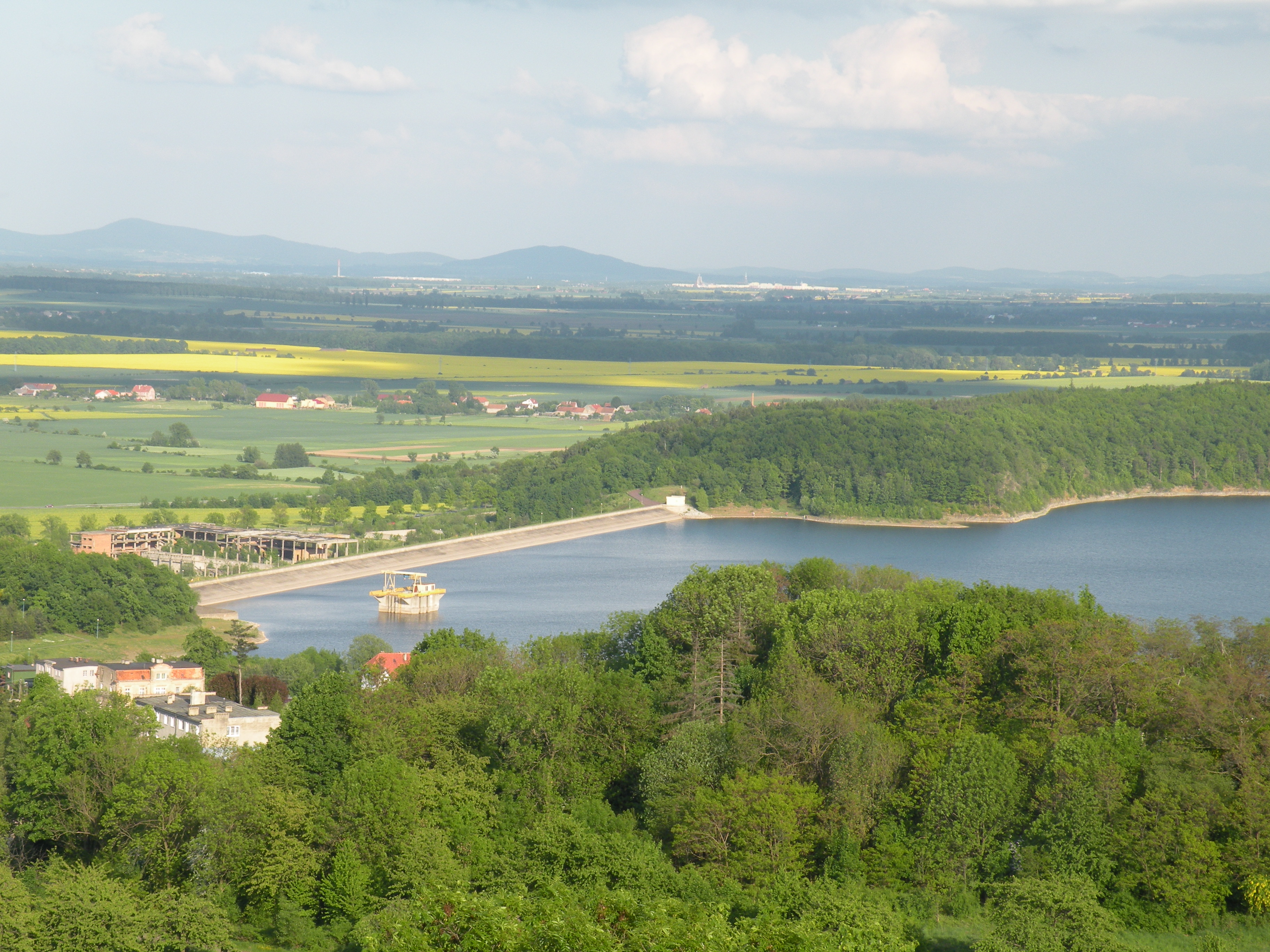
vue sur la lagune et Dobromierz

Dobromierz est une gmina rurale du powiat de Świdnica, Basse-Silésie, dans le sud-ouest de la Pologne. Son siège est le village de Dobromierz, qui se situe environ 16 km au nord-ouest de Świdnica, et 61 km au sud-ouest de la capitale régionale Wrocław.
La gmina couvre une superficie de 86,46 km2 pour une population de 5 448 habitants.

## Géographie
La gmina est bordée par la ville de Świebodzice et les gminy de Bolków, Mściwojów, Paszowice, Stare Bogaczowice et Strzegom.
La gmina contient les villages de Borów, Bronów, Czernica, Dobromierz, Dzierzków, Gniewków, Jaskulin, Jugowa, Kłaczyna, Pietrzyków, Roztoka et Szymanów.